# Doix
Doix korábbi község Franciaország Loire mente régiójában, Vendée megyében. 2016. január 1-jén Fontaines korábbi községgel egyesült és az így létrejött Doix lès Fontaines új község része lett.
Lakosainak száma 967 fő (2018. január 1.).

## Népesség
A település népességének változása:
| Lakosok száma | 640  | 590  | 582  | 813  | 793  | 814  | 941  | 1754 | 956  | 967  |
|               | 1962 | 1968 | 1975 | 1990 | 1999 | 2008 | 2013 | 2016 | 2017 | 2018 |